# What Lies Beneath
What Lies Beneath è il terzo album solista della cantante finlandese Tarja.
Dal sound più heavy rispetto all'album precedente My Winter Storm, è stato pubblicato anche in versione deluxe con all'interno due cd, con tre bonus track. L'album è uscito in Finlandia il 1º settembre 2010, in Germania, Svizzera e Austria il 3 settembre 2010 e il 6 settembre 2010 fu commercializzato a livelli internazionali. Il titolo dell'album, che significa "cosa giace al di sotto", è tratto dal ritornello della bonus track Naiad.

## Descrizione
In What Lies Beneath, Tarja assume il completo controllo del processo creativo, facendosi influenzare da molti stili diversi, dalla musica classica all'heavy metal, sviluppando canzoni dominate dalla chitarra come Little Lies e altre più vicine al genere operistico come Rivers of Lust. Il brano iniziale, Anteroom of Death, ha un'introduzione che suona come la recita di una poesia e vanta la partecipazione del gruppo tedesco Van Canto, mentre Until My Last Breath ha un ritmo più definito, progettato per fare della canzone un singolo; I Feel Immortal è la prima ballad dell'album, che unisce alla forte presenza del violino la lieve intonazione di una chitarra ed effetti elettronici.
Altre canzoni dal sound pesante sono In for a Kill che presenta influenze thrash metal, Dark Star, brano hard rock eseguito in collaborazione col cantante statunitense Philip Labonte e Falling Awake, il primo singolo dell'album, che trae ispirazione dalle rock band degli anni ottanta.

## Tracce
Edizione internazionale
1. Anteroom of Death (feat. Van Canto) – 4:41 (Tarja Turunen, Michelle Leonard, Kiko Masbaum)
2. Until My Last Breath – 4:24 (Tarja Turunen, Johnny Andrews)
3. I Feel Immortal – 4:35 (Tarja Turunen, Toby Gad, Lindy Robbins, Kerli Kõiv)
4. In for a Kill – 4:35 (Tarja Turunen, Anders Wollbeck, Matthias Lindblom)
5. Underneath – 5:27 (Tarja Turunen, Johnny Andrews)
6. Little Lies – 4:37 (Tarja Turunen, Johnny Andrews, Alex Scholpp)
7. Rivers of Lust – 4:24 (Tarja Turunen, Jessika Lundstrom, Kid Crazy, Johan Westmar, Kristoffer Karlsson)
8. Dark Star (feat. Philip Labonte) – 4:33 (Tarja Turunen, Johnny Andrews)
9. Falling Awake (feat. Joe Satriani) – 5:14 (Tarja Turunen, Johnny Andrews)
10. The Archive of Lost Dreams – 4:49 (Tarja Turunen)
11. Crimson Deep (feat. Will Calhoun) – 7:35 (Tarja Turunen, Bart Hendrickson, Angela Heldmann)

Edizione americana
1. Anteroom of Death (feat. Van Canto) – 4:41 (Tarja Turunen, Michelle Leonard, Kiko Masbaum)
2. Until My Last Breath – 4:24 (Tarja Turunen, Johnny Andrews)
3. Dark Star (feat. Philip Labonte) – 4:33 (Tarja Turunen, Johnny Andrews)
4. Underneath – 5:27 (Tarja Turunen, Johnny Andrews)
5. Little Lies – 4:37 (Tarja Turunen, Johnny Andrews, Alex Scholpp)
6. Rivers of Lust – 4:24 (Tarja Turunen, Jessika Lundstrom, Kid Crazy, Johan Westmar, Kristoffer Karlsson)
7. In for a Kill – 4:35 (Tarja Turunen, Anders Wollbeck, Matthias Lindblom)
8. Montañas de Silencio – 4:25 (Tarja Turunen, Martin Tillman)
9. Falling Awake (feat. Joe Satriani) – 5:14 (Tarja Turunen, Johnny Andrews)
10. The Archive of Lost Dreams – 4:49 (Tarja Turunen)
11. Crimson Deep (feat. Will Calhoun) – 7:35 (Tarja Turunen, Bart Hendrickson, Angela Heldmann)

Tracce bonus
1. We Are – 4:16 (Tarja Turunen, Anders Wollbeck, Matthias Lindblom)
2. Naiad – 7:19 (Tarja Turunen, Torsten Stenzel, Adrian Zagoritis, Angela Heldmann)
3. Still of the Night – 6:33 (David Coverdale, John Sykes) – cover del brano dei Whitesnake

## Collaborazioni
- Van Canto – voce in Anteroom of Death
- Philip Labonte – voce in Dark Star
- Joe Satriani – chitarra in Falling Awake
- Will Calhoun – batteria in Crimson Deep
- Tony Turunen – voce in Still of The Night
- Timo Turunen - voce in Still Of The Night

## Classifiche
| Classifica (2010–2011)     | Posizione più alta |
| -------------------------- | ------------------ |
| Argentina                  | 18                 |
| Austria                    | 12                 |
| Belgio (Vallonia)          | 38                 |
| Belgio (Fiandre)           | 46                 |
| Finlandia                  | 7                  |
| Germania                   | 4                  |
| Germania (download)        | 9                  |
| Grecia                     | 14                 |
| Italia                     | 1                  |
| Messico                    | 74                 |
| Paesi Bassi                | 45                 |
| Paesi Bassi (alternative)  | 12                 |
| Polonia                    | 28                 |
| Regno Unito (rock & metal) | 11                 |
| Repubblica Ceca            | 6                  |
| Russia                     | 14                 |
| Stati Uniti                | 24                 |
| Svezia                     | 45                 |
| Svezia (iTunes)            | 23                 |
| Svizzera                   | 11                 |
| Ungheria                   | 30                 |